# خوشبختی تا ابد
خوشبختی تا ابد (به انگلیسی: Happily Ever After) با نام فرانسوی «آنها ازدواج کردند و بچه‌های زیادی داشتند» (به فرانسوی: Ils se marièrent et eurent beaucoup d'enfants)، فیلم سینمایی کمدی-درام موزیکال فرانسوی ساختهٔ سال ۲۰۰۴ است. نویسنده و کارگردان این فیلم ایوان آتال است و بازیگران اصلی آن شارلوت گنزبور و خود ایوان آتال هستند.
این فیلم به سه زبان فرانسوی، ایتالیایی و انگلیسی ساخته شده و تصویربرداری آن در مراکش و فرانسه انجام شده است. در آمریکای شمالی به زبان انگلیسی نمایش داده شد و به خاطر بازی جانی دپ (که در این فیلم به زبان فرانسوی صحبت می‌کند)، مورد توجه قرار گرفت.

## داستان
داستان فیلم دربارهٔ وفاداری و رابطهٔ آشفته سه دوست با جنس مخالفشان است. فیلم با نشان دادن شخصیت‌های اصلی یعنی وینسنت (ایوان آتال) و گابریل (شارلوت گنزبور) که در یک بار هستند شروع می‌شود. به نظر می‌رسد که وینسنت، گابریل را به خودش علاقه‌مند کرده‌است، اما همه چیز یک حیله‌است چون آنها واقعاً ازدواج کرده‌اند و یک بچه دارند.